# ブラインド・ミッション
『ブラインド・ミッション』（原題：Aankhen）は、2002年に公開されたインドのクライム・スリラー映画。ヴィプル・アムルトラール・シャーが監督を務め、アミターブ・バッチャン、アクシャイ・クマール、スシュミタ・セン、アルジュン・ラームパール、パレーシュ・ラーワルが出演している。シャーが手がけたグジャラート語演劇『Andhalo Pato』の映画化作品。銀行に長年勤めて事業拡大に尽くした男が、解雇された復讐のために3人の盲人を雇い銀行強盗を行う物語である。
2002年4月5日にマレーシアで開催された第3回国際インド映画アカデミー賞でワールド・プレミアが行われた。映画は奇抜なストーリーと方向性を高く評価され、バッチャンとクマールの演技も称賛された。複数の映画賞にノミネートされたものの、受賞するまでには至らなかった。

## キャスト
- ヴィジャイ・シン・ラージプート - アミターブ・バッチャン
- ヴィシュワース・プラジャパティ - アクシャイ・クマール
- アルジュン・ヴァルマ - アルジュン・ラームパール
- ネーハ - スシュミタ・セン（英語版）
- イリヤス - パレーシュ・ラーワル
- タクール - アディティヤ・パンチョリ（英語版）
- ゴエンカ - アルン・バリ（英語版）
- バンダリ - アジット・ヴァチャニ（英語版）
- ライナ - ビパシャ・バスー（カメオ出演）
- カシュミラ・シャー（英語版）（アイテム・ナンバー）
- ムスターク - シュレイヤス・タルペード（英語版）
- サイレシュ - パレーシュ・ガナトラ（英語版）
- タクシー運転手 - ダヤ・シャンカール・パーンデー（英語版）

## 製作
当初、映画のタイトルは「All The Best」だったが、数秘術的理由でインドの観客に受け入れやすいタイトルに変更された。また、ネーハ役にはラヴィーナー・タンダンが起用されていたが、彼女が降板したためスシュミタ・センが新たに起用された。彼女は視覚障害者の教師を演じるために視覚障害者学校を訪問し、視覚障害の学生と交流した。ヴァルマ役にはアクシャイ・カンナーが起用されたが、彼が降板した後にサイーフ・アリー・カーンと出演交渉を行ったが、彼が『Kal Ho Naa Ho』の撮影スケジュールと重なっていたため辞退したため、最終的にアルジュン・ラームパールが起用された。

## 評価

### 興行収入
映画は2002年公開のインド映画興行収入ランキング第2位となった。南アフリカ共和国でも公開され、限定公開ながら公開初週末に1万4600万ドルの興行収入を記録した。

### ノミネート
第48回フィルムフェア賞
- 助演男優賞：アミターブ・バッチャン[10]
- コメディアン賞（英語版）：パレーシュ・ラーワル[10]

スター・スクリーン・アワード
- コメディアン賞（英語版）：パレーシュ・ラーワル
- 悪役賞（英語版）：アミターブ・バッチャン

## トラブル
プロデューサーのガウラング・ドシがDVDのクレジット権をシャーに与えなかったことでトラブルが発生した。2人は創造面での相違から対立を深めていた。DVDの表紙にはドシの氏名が記載され、裏面には監督名が「ヴィプル・シャー」ではなく「ヴィプル・ドシ」と記載されていた。この問題に関してドシが責任を取ることを拒否したため、シャーは訴訟を起こしている。
2004年から2005年にかけて、マハーラーシュトラ州ムンバイ郊外のミラ・ロードで2件の銀行強盗事件が発生し、犯人たちは「映画に触発されて事件を起こした」と発言した。犯人たちは事業を起こすための資金を狙い10万ルピーを強奪し、逮捕後も全額が回収されることはなかった。

## ゲーム化
インディアFMとハンガマ.comが共同でPCゲームを開発し、2002年3月14日に発売された。

## 続編
2006年に続編の製作が発表され、『ブラインド・ミッション』の公開直後から企画が開始された。シャーはドシとの対立が原因で降板したため、新たな監督としてサチンが起用された。プリプロダクションは終了したものの、バッチャンの健康状態の悪化により撮影開始日は未定となっている。